# Dodge & Cox
Dodge & Cox er en amerikansk investeringsvirksomhed, der giver deres kunder mulighed for at investere i kapitalfonde. Den blev etableret i 1930 af Van Duyn Dodge og E. Morris Cox. De har aktiver under forvaltning for 323 mia. USD.